# 6252 Montevideo
A 6252 Montevideo (ideiglenes jelöléssel 1992 EV11) a Naprendszer kisbolygóövében található aszteroida. UESAC fedezte fel 1992. március 6-án.